# 植物遗传学

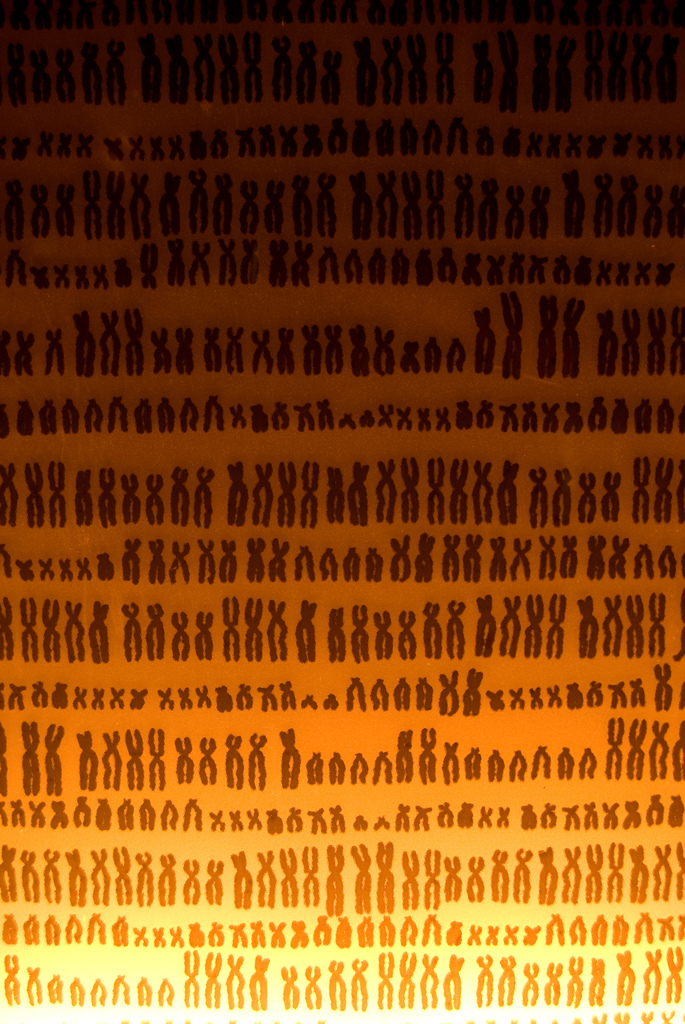
多个染色体的图像。

植物遗传学（英語：Plant Genetics），是一门研究植物遗传与变异的遗传学分支学科。植物遗传学有植物细胞遗传学与植物分子遗传学两门分支学科。植物是研究遗传学的理想对象。
植物遗传学的研究具有重大的经济影响：许多主要作物经过基因改造，以提高产量，使其产生抗虫害性，对农药、除草剂等产生抗药性，或增加其营养价值。

## DNA
脱氧核糖核酸（DNA）是一种核酸，它含有用于大部分已知生物体的发育和功能的遗传指令。DNA通常被比作一组蓝图或配方或代码，因为它包含构建细胞其他成分（如蛋白质和RNA分子）所需的指令。携带这种遗传信息的DNA片段称为基因，它们在基因组中的位置被称为遗传位点，但其他DNA序列具有结构目的，或参与调节这种遗传信息的使用。

## 植物的染色体
植物的染色体与其他生物的染色体类似，在一般情况下染色体数目不变，如小麦一般为42条，谷子一般为18条等。
植物的体细胞共用雄株与雌株两套染色体；而植物的生殖细胞中只用一套。

## 植物遗传学的技术

### ISSR分子标记
通过在微卫星DNA的3'与5'端加入1-4个嘌吟或嘧啶碱基当引物，即可利用PCR技术进行扩增，然后进行分析。